# Johann Albrecht von Monroy

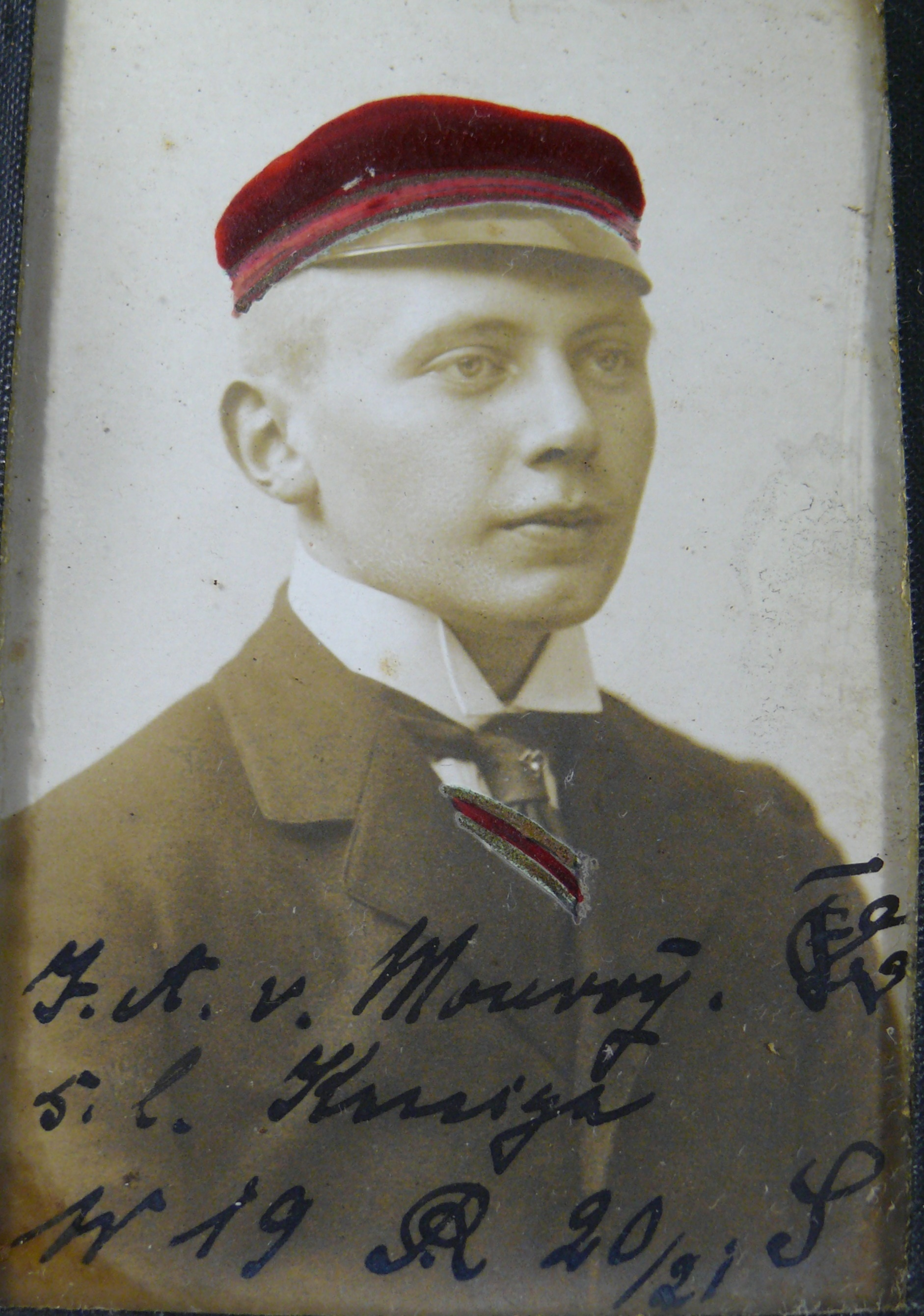
Johann Albrecht von Monroy (1920)

Johann Albrecht Gerd von Monroy (* 23. Oktober 1900 in Schwerin; † 18. April 1964 in Eferding) war ein deutscher Forstmann und der erste Doktor der Forstwissenschaften der Forstlichen Hochschule Eberswalde.

## Leben
Johann Albrecht von Monroy entstammte dem hugenottischen Adelsgeschlecht von Monroy, das über Celle nach Mecklenburg gekommen war und hier über Generationen als Forstleute und Juristen im Dienst des Großherzogtums Mecklenburg-Schwerin wirkte. Sein Vater Carl von Monroy (1846–1924) war Oberlandforstmeister. Seine Mutter war Dorothee, geb. von Levetzow (* 1862 in Lübz), Tochter der Frieda von Passow und der Alexander von Levetzow, Drost und Amtshauptmann zu Doberan. Zwei seiner Brüder fielen im Ersten Weltkrieg. Die Mutter lebte als Witwe in Schwerin.
Nach dem Abitur auf dem Fridericianum Schwerin 1918 trat er in die Mecklenburg-Schwerinsche Forstverwaltung ein. Monroy absolvierte ein Lehrjahr in Gelbensande und studierte dann Forstwissenschaft an der Ruprecht-Karls-Universität Heidelberg und der TH München sowie an der Forstlichen Hochschule Eberswalde, seit 1921, der heutigen Hochschule für nachhaltige Entwicklung Eberswalde. 1920 wurde er Mitglied des Corps Vandalia Heidelberg und war, wie zuvor bereits sein Vater, seit 1922 Angehöriger der Akademischen Schützenhaus-Gesellschaft (ASG) in Eberswalde. 1923 wurde er zum Forstreferendar ernannt. Im Juni 1924 wurde er als erster an der Hochschule Eberswalde zum Doktor der Forstwissenschaften promoviert.
1925 legte er das zweite Examen ab und wurde zum Forstassessor ernannt. 1926 erhielt er ein Stipendium der Rockefeller Foundation zu einer Studienreise in die USA. Er studierte an der Cornell University, in deren Forestry Camp in den Adirondacks und im Yale Forest School Camp in Urania, Louisiana. Anschließend reiste er durch Japan, China und die Sowjetunion zurück und besuchte auch hier forstwissenschaftliche und forstwirtschaftliche Einrichtungen. Schon bald nach seiner Rückkehr wurde er zur Dienstleistung beim Deutschen Forstverein in Berlin beurlaubt. Hier entstand das 1929 publizierte Grundlagenwerk Das Holz. Er leitete den „Ausschuss für Technik“ des Deutschen Forstvereins ebenso wie dessen „Auslandsausschuss“.
1930 zum Forstmeister befördert, war er 1933 in der Hauptgeschäftsstelle des Deutschen Forstvereins mit Sitz im VDI-Haus in Berlin tätig. Johann Albrecht von Monroy 1936 wurde im Zuge der Gleichschaltung des Forstvereins in den Reichsforstdienst übernommen und 1937 zum Oberforstmeister befördert. Schon früh befasste er sich mit neuen Verwendungsmöglichkeiten für Brennholz (Holzgas, Holzkohle, Holzfeuerungen, Holzstraßen) In den Jahren 1936 und 1937 leitete er das Referat „Forstliche Rohstoffwirtschaft“ im Amt für Deutsche Roh- und Werkstoffe und hatte von 1934 bis 1938 einen Lehrauftrag für forstliche Rohstoffwirtschaft und Holzindustrie an der TU Berlin. 1937 war er einer der Mitbegründer der Zeitschrift Holz als Roh- und Werkstoff (heute European Journal of wood and wood products), in der zahlreiche Artikel von ihm erschienen. Im Herbst 1938 konnte er eine zweite Studien- und Vortragsreise durch die USA unternehmen und besuchte dabei auch Kanada und Mexiko.
Im Oktober 1939 wurde er auf eigenen Antrag hin aus dem Staatsdienst entlassen. Während der folgenden Kriegsjahre widmete er sich, so sein Nachruf, dem Aufbau und der Leitung holzwirtschaftlicher Unternehmungen in Südosteuropa mit industrieeigenen Waldungen. Anfang der 1940er Jahre lag sein Hauptbetätigungsfeld in der damaligen Slowakei. 1940/1941 war Monroy Mitglied der Deutschen Adelsgenossenschaft und bis dahin unvermählt.
Bei Kriegsende 1945 befand sich Johann Albrecht von Monroy in Österreich, wo er blieb und zunächst in verschiedenen Bereichen der Holzindustrie tätig war. Ab 1950 war er als Experte für Forst- und Holzwirtschaft bei der FAO, der Ernährungs- und Landwirtschaftsorganisation der Vereinten Nationen tätig. Er beriet Regierungen und Industrie in Burma (1956), Pakistan (1951/53), Vietnam (1953, 1955, 1956), Indonesien (1954 bis 1958), Indien (1959/60) und zuletzt die Türkei (1961 bis 1963) und verfasste Entwicklungspläne und Länderberichte für die FAO. Sein heute überholter Ansatz zielte dabei auf eine Industrialisierung der Forstflächen.
Johann Albrecht von Monroy starb unerwartet bei einem Heimaturlaub.

## Werke
- Die Anwendung des Taylorssystems in der Forstwirtschaft. Berlin/Eberswalde 1924.[11]
- Wirtschaftliche Betriebsführung in der Forstwirtschaft. VDJ-Verlag, Berlin 1925.
- Verein Deutscher Ingenieure in Gemeinschaft mit dem Deutschen Forstverein (Hrsg.): Das Holz. Gemeinfassliche Darstellung seiner Erzeugung, Gewinnung und Verwendung. VDI-Verlag, Berlin 1929.
- Entwicklung des Holzverbrauchs in verschiedenen Staaten. [s. l.] : [s. n.], Neudt. Verlag- und Treuhand-Gesellschaft, Berlin 1933.
- Kiel Institut für Weltwirtschaft (Hrsg.): Die ökonomischen Aspekte der Weltforstwirtschaft. In: Kieler Vorträge. N. F. 16; Kiel 1960.